# Crofton (Kentucky)
Crofton es una ciudad ubicada en el condado de Christian en el estado estadounidense de Kentucky. En el Censo de 2010 tenía una población de 749 habitantes y una densidad poblacional de 462,7 personas por km².

## Geografía
Crofton se encuentra ubicada en las coordenadas 37°2′53″N 87°29′1″O / 37.04806, -87.48361. Según la Oficina del Censo de los Estados Unidos, Crofton tiene una superficie total de 1.62 km², de la cual 1.62 km² corresponden a tierra firme y (0.16%) 0 km² es agua.

## Demografía
Según el censo de 2010, había 749 personas residiendo en Crofton. La densidad de población era de 462,7 hab./km². De los 749 habitantes, Crofton estaba compuesto por el 86.52% blancos, el 9.48% eran afroamericanos, el 0.13% eran amerindios, el 0.13% eran asiáticos, el 0% eran isleños del Pacífico, el 0% eran de otras razas y el 3.74% pertenecían a dos o más razas. Del total de la población el 1.6% eran hispanos o latinos de cualquier raza.